# Görel Östberg
Görel Monica Anna Elisabeth Östberg, född 29 november 1932 i Lund, är en svensk läkare och patolog.
Östberg, som är dotter till överläkare Otto Östberg och filosofie kandidat Monica Östberg, född Löwegren, avlade studentexamen i Växjö 1951, blev medicine kandidat vid Lunds universitet 1954, medicine licentiat där 1962 samt medicine doktor och docent i patologi där 1973. Hon var amanuens och assistent vid patologiska institutionen på Malmö allmänna sjukhus 1957–1967, biträdande lärare 1967–1970, forskarassistent där 1970–1975 och var överläkare och klinikchef vid avdelningen för klinisk patologi vid Länssjukhuset i Halmstad sedan 1975.
Östberg har utgivit avhandlingen On arteritis with special reference to polymyalgia arteriticaoch andra skrifter inom patologi.